# Josizava Akira
Josizava Akira (japánul: 吉澤章; Kaminokava, 1911. március 14. – Tokió, 2005. március 14.) japán origamiművész, aki az origami atyjaként, illetve az origami nagymestereként vált ismertté. Egy 1989-es felmérés szerint több mint 50 000 modellt készített, amelyből 18 könyvében csak néhány százat ábrázolt diagramokon is. A japán kultúrában betöltött szerepének elismeréseként Hirohito japán császár a Felkelő Nap érdemrend 5. fokozatával tüntette ki 1983-ban.

## Élete
Josizava Akira 1911. március 14-én született Kaminokavában; szülei tejtermeléssel foglalkoztak. Gyermekkorában nagy örömét lelte a papírhajtogatásban, azonban 13 éves korában Tokióba kellett költöznie, hogy gyári munkát vállalhasson. Az origami iránti szenvedélye akkor éledt fel ismét, mikor huszonévesen műszaki rajzolóvá léptették elő. A fiatal alkalmazottaknak ő tanította a geometriát: az origami hagyományos módszereivel próbálta érthetőbbé tenni a tudományt.
1937-ben otthagyta a gyári munkahelyet, hogy minden idejét az origaminak szentelje. Az elkövetkező húsz évben szegénységben élt, megélhetőségét cukudani, egy hagyományos japán édesség árulásával biztosította. A második világháborúban besorozták; Hongkongban szolgált a sereg egészségügyi alakulatánál. A betegeknek origamit hajtogatott, így próbálva felvidítani őket, azonban miután ő maga is megbetegedett, visszaküldték Japánba. Munkássága már ekkor felhívta magára a figyelmet: 1944-ben szerepelt Honda Iszao Origami suko című könyvében. Az igazi áttörést az Asahi Graph magazin 1951-es kiadványa hozta meg számára: a lap megbízta egy, a 12 állatövi jegyet megformáló munka elkészítésével.
Első tanulmánya 1954-ben jelent meg, Atarasii origami gidzsucu (Új origamiművészet) címmel. E művével fektette le a Josizava–Randlett-rendszer alapjait: ezen egy olyan jelölésrendszer, amely szimbólumokkal, nyilakkal és diagramokkal mutatja a hajtogatás menetét, s mely mára a hajtogatáslépések ábrázolásának standard módjává vált. 1954-ben, negyvenhárom évesen megalapította a Nemzetközi Origami Központot Tokióban. Első tengerentúli kiállítása 1955-ben nyílt meg Gershon Legman, az origamimozgalom úttörőjének szervezésében, az amszterdami Stedelijk Múzeumban Felix Tikotin, egy német-zsidó származású holland építész és műgyűjtő segítségével. Munkái közül számos darabot adott kölcsön külföldi kiállításokra, árulni azonban sosem árulta őket. 1998 márciusában a Louvre múzeum Carrousel du Louvre részében állították ki munkáit.
Második felesége, Josizava Kijo menedzserként dolgozott a művész mellett egészen Josizava Akira haláláig. A művész 2005. március 14-én hunyt el kilencvennégy éves korában, tüdőgyulladás következtében.

## Technika
Bár Josizava számos új technikában volt úttörő, a nedves vagy vizes hajtás bizonyult a legjelentősebbnek közülük. A nedves hajtás lehetővé teszi, hogy a papír könnyebben formálható legyen, így a kész modellek egy sokkal kerekebb és élethűbb megjelenést kapnak. Az origamiművészetben nagy fejlődést jelentett a minél élethűbb, reálisabb formák létrehozásának lehetősége, hiszen ezáltal az origami már nem csak egy egyszerű kézműves foglalkozás, hanem valódi művészetté, az önkifejezés eszközévé vált.
A nedves hajtás technikát vastagabb papírral alkalmazzuk. A normál origami papír nagyon vékony és könnyen átázik, míg a vastagabb papír nem. Josizava szerint maga a hajtogatás folyamata a legfontosabb része az origaminak. Azt szokta mondani: „Maga a hajtogatás rituáléja, a folyamata sokkal fontosabb, mint maga a végeredmény. Mikor a kezed foglalt, a szíved nyugodt.”

## Könyvei
- Atarasii Origami Geidzsucu, Origami Geijutsu-Sha 1954[4]
- Origami Reader I, Ryokuchi-Sha 1957[4]
- Dokuhon, Vol.1 (Origami Tokuhon), 1973, ISBN 4-8216-0408-6
- Szoszaku Origami (Creative Origami), Nippon Hoso Kyokai 1984, ISBN 4-14-031028-6
- Dokuhon, Vol.2 (Origami Tokuhon), 1986[4]
- Origami Dokuhon II (Origami Reader II), Kamakura Shobo 1986, ISBN 4-308-00400-4

## Fordítás
- Ez a szócikk részben vagy egészben  az   Akira Yoshizawa című angol Wikipédia-szócikk ezen változatának fordításán alapul.  Az eredeti cikk szerkesztőit annak laptörténete sorolja fel. Ez a jelzés csupán a megfogalmazás eredetét és a szerzői jogokat jelzi, nem szolgál a cikkben szereplő információk forrásmegjelöléseként.